# Kososensaari
Kososensaari är en ö i Finland. Den ligger i sjön Honkanen och i kommunen Nyslott i  landskapet Södra Savolax, i den sydöstra delen av landet, 260 km nordost om huvudstaden Helsingfors. Öns area är 4,7 hektar och dess största längd är 400 meter i sydöst-nordvästlig riktning.